# Consejo de Seguridad de las Naciones Unidas
El Consejo de Seguridad de Naciones Unidas es el organismo de las Naciones Unidas (ONU) encargado de mantener la paz y seguridad en el mundo. A diferencia de otras instituciones de la ONU que únicamente pueden realizar recomendaciones a los gobiernos, el Consejo de Seguridad puede tomar decisiones vinculantes (conocidas como resoluciones) y obligar a los miembros a cumplirlas, de acuerdo a lo establecido por la Carta de las Naciones Unidas.
El Consejo está conformado por quince Estados, cinco miembros permanentes con derecho de veto —Estados Unidos, Reino Unido, Francia, Rusia y la República Popular China— y diez miembros no permanentes.
Los diez miembros no permanentes son elegidos de cinco en cinco cada año por la Asamblea General de la ONU y por un período de dos años. La presidencia del Consejo se rota mensualmente de manera alfabética.
Cada miembro del Consejo tiene un voto. Las decisiones en general requieren del voto afirmativo de, al menos, nueve miembros.

## Historia

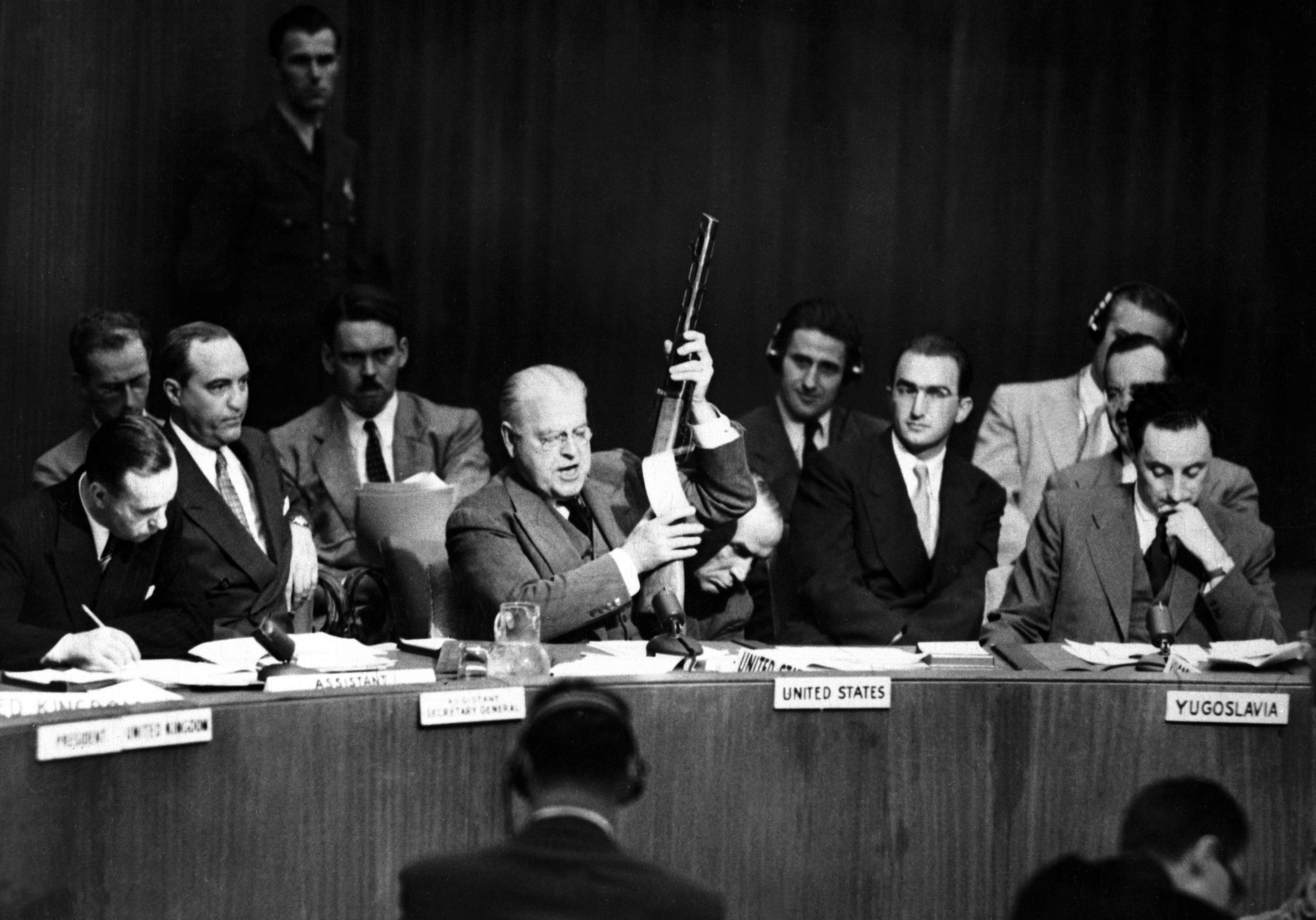
El delegado estadounidense Warren Austin denuncia la participación de tropas soviéticas durante la guerra de Corea en 1950.

En 1944 se convocó una conferencia de carácter práctico en una mansión particular de Washington llamada Dumbarton Oaks. En dicha conferencia estuvieron la República de China, el Reino Unido, la Unión Soviética y los Estados Unidos. Las discusiones terminaron el 7 de octubre de 1944. Se propuso una estructura para una organización mundial, donde se incluiría el Consejo de Seguridad. En 1945 se acordó en procedimiento de voto en la Conferencia de Yalta y posteriormente se convocó la Conferencia de San Francisco, donde se aprobó la Carta de las Naciones Unidas.
El Consejo de Seguridad de las Naciones Unidas realizó su primera sesión el 17 de enero de 1946 en Church House, Londres. Desde esa fecha, el Consejo se ha reunido permanentemente realizando encuentros en diferentes ciudades, desde París hasta Adís Abeba. Sin embargo, la mayor parte del tiempo se ha mantenido en la sede de las Naciones Unidas, primero en Lake Success y luego en la ciudad de Nueva York.
En 1963 se aprueban los cambios a los artículos 23 y 27 de la Carta de las Naciones Unidas, aumentando de seis a diez el número de miembros no permanentes y aumentando de siete a nueve el número de votos necesarios para aprobar una decisión.
En 1971, la Asamblea General votó a favor de eliminar al miembro de la República de China siendo reemplazado desde aquella oportunidad por un delegado de la República Popular China al ser reconocida esta entidad como el legítimo representante de China. Como este tema se basó en la representatividad del miembro permanente y no en una admisión o expulsión de este, fue tratado a nivel de la Asamblea General sin necesitar de la aprobación del Consejo (y por ende, estar sujeta a veto) o de alguna modificación del artículo 23 de la Carta que especifica las características de los miembros permanentes. Un hecho similar ocurrió en 1991 cuando la Unión Soviética fue reemplazada por la Federación Rusa.

## Miembros
En su origen el Consejo de Seguridad tendría once miembros, cinco de ellos permanentes. El 17 de diciembre de 1963 se acuerda modificar la Carta de la ONU para incluir a más países en el Consejo y con ello mejorar su representatividad y que pudiese cumplir más eficazmente las labores que tiene atribuidas. Se pasó de once miembros a quince, añadiendo cuatro países no permanentes, y las decisiones del Consejo pasaron de aprobarse por siete votos a tener que aprobarse por nueve. Los Estados habrían de ratificar dichas modificaciones antes del 1 de septiembre de 1965.

### Miembros permanentes

Número de resoluciones vetadas por los cinco miembros permanentes del Consejo de Seguridad entre 1946 y 2017.

Los miembros permanentes son:
| País           | Bloque regional           | Actual representación estatal                                | Anterior representación estatal                                                            |
| -------------- | ------------------------- | ------------------------------------------------------------ | ------------------------------------------------------------------------------------------ |
| China          | Asia-Pacífico             | República Popular China (desde 1971)                         | República de China (1946-1949; en el continente) República de China (1949-1971; en Taiwán) |
| Francia        | Europa Occidental y otros | Quinta República Francesa (desde 1958)                       | Cuarta República francesa (1946-1958)                                                      |
| Rusia          | Europa Oriental           | Federación Rusa (desde 1992)                                 | Unión de Repúblicas Socialistas Soviéticas (1946-1991)                                     |
| Reino Unido    | Europa Occidental y otros | Reino Unido de Gran Bretaña e Irlanda del Norte (desde 1946) | —                                                                                          |
| Estados Unidos | Norteamérica y otros      | Estados Unidos de América (desde 1946)                       | —                                                                                          |

#### Poder de veto
Por el artículo 27 de la Carta de las Naciones Unidas, las decisiones del Consejo de Seguridad sobre asuntos sustantivos requieren el voto afirmativo de nueve miembros. Un voto negativo o "veto" por un miembro permanente evita la adopción de una propuesta, aunque haya recibido los votos requeridos. La abstención no se observa como veto en la mayoría de los casos, aunque los cinco miembros permanentes deben concurrir activamente para modificar la Carta de la ONU o recomendar la admisión de un nuevo Estado miembro.
Los asuntos de procedimiento no están sujetos a veto, de modo que el veto no puede ser usado para impedir ninguna discusión de un asunto. Lo mismo ocurre con ciertas decisiones que activamente conciernen a los miembros permanentes. La mayoría de vetos no se usan en situaciones internacionales críticas, sino más bien para propósitos como bloquear un candidato para secretario general o para la admisión de un Estado miembro.
En 2012 se habían realizado 269 vetos desde el nacimiento del Consejo de Seguridad. En este periodo China ha usado el veto 9 veces, Francia 18, el Reino Unido 32, los Estados Unidos 89 y Rusia 128. Aproximadamente dos tercios de los vetos rusos/soviéticos fueron en los primeros 10 años de la existencia del Consejo de Seguridad. Entre 1996 y 2012 China vetó 5 resoluciones, Rusia 7 y los Estados Unidos 13, mientras que Francia y el Reino Unido no usaron el veto.
Un temprano veto por el comisario soviético Andréi Vishinsky bloqueó una resolución sobre la retirada de las fuerzas francesas de las entonces colonias de Siria y Líbano en febrero de 1946; este veto estableció el precedente de que los miembros permanentes podrían usar el veto en asuntos fuera de asuntos que inmediatamente concernían a guerra o paz. La Unión Soviética fue a vetar asuntos incluyendo la admisión de Austria, Camboya, Ceilán, Finlandia, Irlanda, Italia, Japón, Laos, Libia, Portugal, Vietnam del Sur y Transjordania como Estados miembros de la ONU, retrasándose su unión durante varios años. Gran Bretaña o Francia usaron el veto para impedir al Consejo de Seguridad condenar sus actuaciones en 1956 en la crisis de Suez.
El primer veto por los Estados Unidos vino en 1970, bloqueando una acción de la Asamblea General en Rodesia del Sur. De 1985 a 1990 los Estados Unidos vetó 27 resoluciones, entre otros asuntos para proteger sus intereses en Panamá y Corea. La Unión Soviética, los Estados Unidos y China han vetado todos a candidatos para la Secretaría General, y los Estados Unidos han usado el veto para bloquear la reelección de Butros Butros-Ghali en 1996.

### Miembros no permanentes
Son elegidos por al menos dos tercios de los votos de la Asamblea General para un período de dos años consecutivos. Cada año, cinco miembros son renovados. Los cupos se reparten de acuerdo a criterios regionales: África elige tres miembros, Latinoamérica y el Caribe eligen dos, al igual que Asia (que incluye a 12 países de Oceanía) y Europa Occidental (que incluye a Canadá, Australia, Nueva Zelanda e Israel), mientras Europa Oriental elige uno. Alternadamente, un miembro debe ser del mundo árabe, ya sea africano o asiático.
Los diez miembros no permanentes actualmente son los siguientes, indicando en la columna de extrema izquierda el periodo de mandato:
| Grupo | África  | África       | África  | Asia-Pacífico | Asia-Pacífico | América Latina y el Caribe | América Latina y el Caribe | Europa Occidental y otros | Europa Occidental y otros | Europa Oriental |
| ----- | ------- | ------------ | ------- | ------------- | ------------- | -------------------------- | -------------------------- | ------------------------- | ------------------------- | --------------- |
| 2024  | Argelia | Sierra Leona |         | Corea del Sur |               | Guyana                     |                            |                           |                           | Eslovenia       |
| 2025  | Argelia | Sierra Leona | Somalia | Corea del Sur | Pakistán      | Guyana                     | Panamá                     | Dinamarca                 | Grecia                    | Eslovenia       |
| 2026  |         |              | Somalia |               | Pakistán      |                            | Panamá                     | Dinamarca                 | Grecia                    |                 |

## Organizaciones del Consejo de Seguridad
Diversas organizaciones de las Naciones Unidas dependen del Consejo de Seguridad de las Naciones Unidas. Entre ellas se encuentran el Tribunal Penal Internacional para la ex Yugoslavia y el Tribunal Penal Internacional para Ruanda, diseñados para el juicio del genocidio perpetrado en ambos territorios durante la primera mitad de los años 1990, la Comisión de Consolidación de la Paz, el Comité Contra el Terrorismo, entre otros. A su vez, el Consejo de Seguridad de las Naciones Unidas es el encargado del establecimiento de las Fuerzas de paz de la ONU, como las actuales UNIFIL y MINUSTAH, encargados de la pacificación en el Líbano y Haití.

## Sitio de reunión

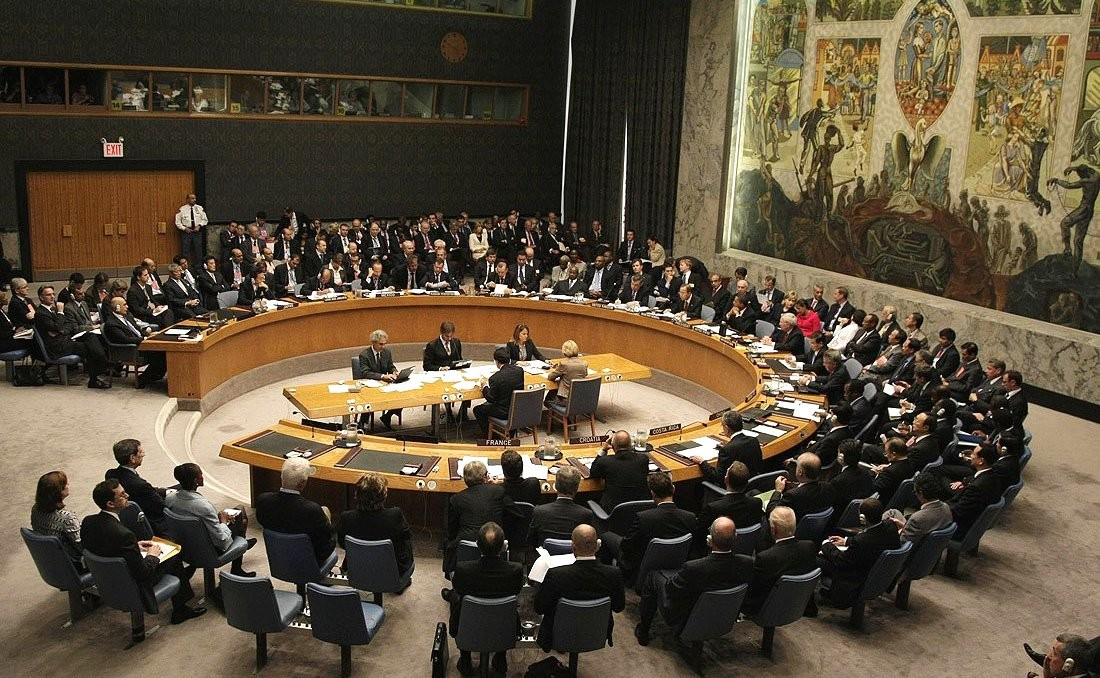
Dmitri Medvédev se dirige al Consejo de Seguridad en 2008

A diferencia de la Asamblea General, el Consejo de Seguridad se reúne todo el año. Cada miembro del Consejo de Seguridad deberá tener un representante disponible en la sede de la ONU todo el tiempo en caso de que una reunión de emergencia sea necesaria.
Por lo general, el Consejo de Seguridad se reúne en un salón especial en el edificio de conferencias ubicado en la sede de la ONU en Nueva York. El salón fue diseñado por el arquitecto noruego Arnstein Arneberg y fue un regalo de Noruega. El mural pintado por el artista noruego Per Krohg muestra a un fénix elevándose de las cenizas, símbolo de la reconstrucción del mundo tras la Segunda Guerra Mundial.
En ocasiones, el Consejo de Seguridad ha tenido reuniones fuera de Nueva York, en ciudades como Addis Abeba (Etiopía) en 1972, Ciudad de Panamá (Panamá) en 1973 y Ginebra (Suiza) en 1990. En marzo de 2010, el Consejo de Seguridad fue trasladado a una instalación temporal en el edificio de la Asamblea General mientras su sitio habitual de reunión estaba siendo remodelado. Las renovaciones fueron pagadas por Noruega (el donante original del salón), a un costo de 5 millones de dólares. El salón se volvió a abrir el 16 de abril de 2013.

### Salón de consultas
Debido a que las reuniones del Consejo de Seguridad son cubiertas por la prensa, los procedimientos son bastante teatrales por naturaleza. Los delegados pronuncian discursos propagandísticos para justificar sus acciones y atacar a sus oponentes, actuando para los presentes y la audiencia que sigue las intervenciones en televisión e Internet. Las delegaciones también escenifican salidas del salón para expresar su desacuerdo con las acciones del Consejo de Seguridad. El verdadero trabajo del Consejo de Seguridad se hace a puerta cerrada en "consultas informales".
En 1978, el gobierno de Alemania Occidental financió la construcción de un salón de conferencias al lado del salón del Consejo de Seguridad. Únicamente los miembros del Consejo de Seguridad pueden entrar al salón de conferencias para realizar las consultas. La prensa no puede entrar y otros países no son invitados. Como resultado, las delegaciones pueden negociar en secreto, llegando a acuerdos sin que cada palabra sea transcrita en el registro. La privacidad del salón de conferencias también hace posible que los delegados interactúen de forma amistosa.
Para cuando una resolución llega al salón del Consejo de Seguridad, esta ya ha sido discutida, debatida y corregida en las consultas. La reunión abierta del Consejo de Seguridad se ha convertido en una ratificación pública de una decisión que ya se había hecho en privado. Un miembro permanente puede aplicar un veto durante una consulta declarando su oposición a una medida. Ya que un veto puede impedir que una resolución se apruebe, el iniciador usualmente se abstiene de impulsar la resolución formalmente. Las resoluciones solo se vetan si el iniciador se siente tan confiado con una medida que podría hacer que el miembro permanente aplique el veto.

## Reformas sobre membresía

Los Estados del G4 (Alemania, Brasil, India y Japón) se apoyan mutuamente para conseguir asientos permanentes en el Consejo de Seguridad.

Las propuestas de reforma del Consejo empezaron con la conferencia que escribió la Carta de la ONU y han continuado hasta el presente. Como el historiador británico Paul Kennedy escribió "todo el mundo acepta que la presente estructura es defectuosa. Pero el consenso de cómo arreglarla permanece fuera de alcance".
Ha habido conversaciones para incrementar el número permanente de miembros. Los países que han hecho demandas más fuertes para los asientos permanentes son Brasil, Alemania, India y Japón. Japón y Alemania, los principales poderes derrotados en la II Guerra Mundial, son ahora los segundos y terceros mayores financiadores de la ONU respectivamente, mientras que Brasil e India son dos de los mayores contribuidores de tropas para las misiones de la paz de la ONU. Esta propuesta ha encontrado oposición en un grupo de países llamado Unidos por Consenso.
El anterior secretario de la ONU, Kofi Annan, pidió a un equipo de asesores que realizaran recomendaciones para reformar la ONU para el año 2004. Una medida propuesta es incrementar el número permanente de miembros de cinco, que, en muchos propuestas, podría incluir Brasil, Alemania, India y Japón (conocidas como las naciones del G4), un asiento para África (más habitualmente entre Egipto, Nigeria o Sudáfrica) o un asiento de la Liga Árabe.
El 21 de septiembre de 2004 las naciones del G4 publicaron una declaración conjunta para respaldar mutuamente el sí a la condición de permanente, junto con dos países africanos. La propuesta tendría que ser aceptada por dos tercios de la Asamblea General (128 votos).
Los miembros permanentes, cada uno sosteniendo el derecho de veto, anunciaron sus posiciones sobre la reforma del Consejo de Seguridad de forma reacia. Los Estados Unidos han apoyado inequívocamente la membresía de Japón y han prestado su apoyo a India y a un pequeño número de miembros no permanentes. El Reino Unido y Francia esencialmente apoyan la posición del G4, con la expansión del número de miembros permanente y no permanente y el acceso de Alemania, Brasil, India y Japón al estatus de miembro permanente, así como un incremento en la presencia de países africanos en el Consejo. China ha apoyado el fortalecimiento de la representación de los países en desarrollo y se ha opuesto firmemente a la membresía de Japón.
A la puja de India por ser miembro permanente del Consejo de Seguridad han mostrado su apoyo Francia, Rusia, Reino Unido, y Estados Unidos. Aunque los Estados Unidos inicialmente se opusieron a la candidatura india en materia de proliferación nuclear, al India haber adquirido armas nucleares y no haber firmado el Tratado de No Proliferación.
El 15 de abril de 2011, China oficialmente expresó su apoyo para un incremento del rol indio en las Naciones unidas, sin especificar ambiciones de endorsar el Consejo de Seguridad. En cualquier caso, recientemente China ha expresado su apoyo para la candidatura de India como un miembro permanente si India revoca su apoyo a la candidatura japonesa.

### Japón
Japón, una de las economías más grandes y uno de los Estados de mayor importancia a nivel mundial, es el segundo mayor contribuyente al presupuesto regular de la ONU, sobrepasando a los miembros permanentes actuales, a excepción de los Estados Unidos. La postulación de Japón, sin embargo, es rechazada por algunos países de Asia oriental, como la propia China, Corea del Sur y Corea del Norte, quienes acusan a Japón de tratar de ocultar las atrocidades cometidas por sus fuerzas de ocupación durante la Segunda Guerra Mundial. Ciertos sectores japoneses especulan que estos países, especialmente China, temen el ingreso de su país al Consejo por los diversos conflictos existentes entre ambos Estados, especialmente de carácter territorial.
Por otro lado, varios países asiáticos han apoyado fuertemente a Japón, incluyendo Camboya, la India, Indonesia, Malasia, Mongolia, Singapur, las Filipinas, Bangladés, Sri Lanka, Kirguistán, Tayikistán, Uzbekistán, Kazajistán y Vietnam, quienes son algunos de los receptores más importantes de préstamos e inversión extranjera proveniente de Japón. Otros países como el Reino Unido, Francia, Alemania, Polonia, Portugal, Bélgica, Luxemburgo, Hungría, Rumania, Bulgaria, República Checa, Estonia, Eslovenia, Ucrania, Croacia, Grecia, Suecia, Finlandia, Noruega y Dinamarca también han mostrado su apoyo al país nipón.

### Alemania
Alemania es el tercer contribuyente más grande a los presupuestos regulares de la ONU, y como tal, demanda un asiento del consejo de seguridad al lado de Japón. Francia se ha manifestado explícitamente a favor de un asiento permanente en la ONU para su socio de la Unión Europea: "el compromiso de Alemania, su graduación como gran potencia, su influencia internacional; por esas razones Francia quisiera que Alemania tuviera un asiento permanente en el Consejo de Seguridad" (presidente francés Jacques Chirac dicho en un discurso en Berlín en 2000). El canciller alemán anterior, Gerhard Schröder también identificó a Rusia, entre otros países, como uno de los países que apoya las tesis de Alemania. Italia y Países Bajos al contrario, sugieren un asiento común de la Unión Europea en el consejo en vez de Alemania que siente al tercer miembro europeo al lado de Francia y del Reino Unido. El ministro de Asuntos Exteriores alemán anterior Joschka Fischer dijo que Alemania también aceptaría un asiento europeo común, pero siendo tan improbable que Francia y el Reino Unido renunciaran a sus propios asientos, Alemania, un país mucho más grande, debería también tener un asiento. Así, la campaña alemana por un asiento permanente se vio intensificada en 2004. El canciller anterior Gerhard Schröder fue perfectamente claro en agosto de 2004: "Alemania tiene derecho a un asiento". Su oferta fue apoyada por Japón, la India, el Brasil, Francia, el Reino Unido y Rusia, entre otros países. La entonces canciller alemana, Angela Merkel, no hizo ningún comentario sobre el tema.

### India

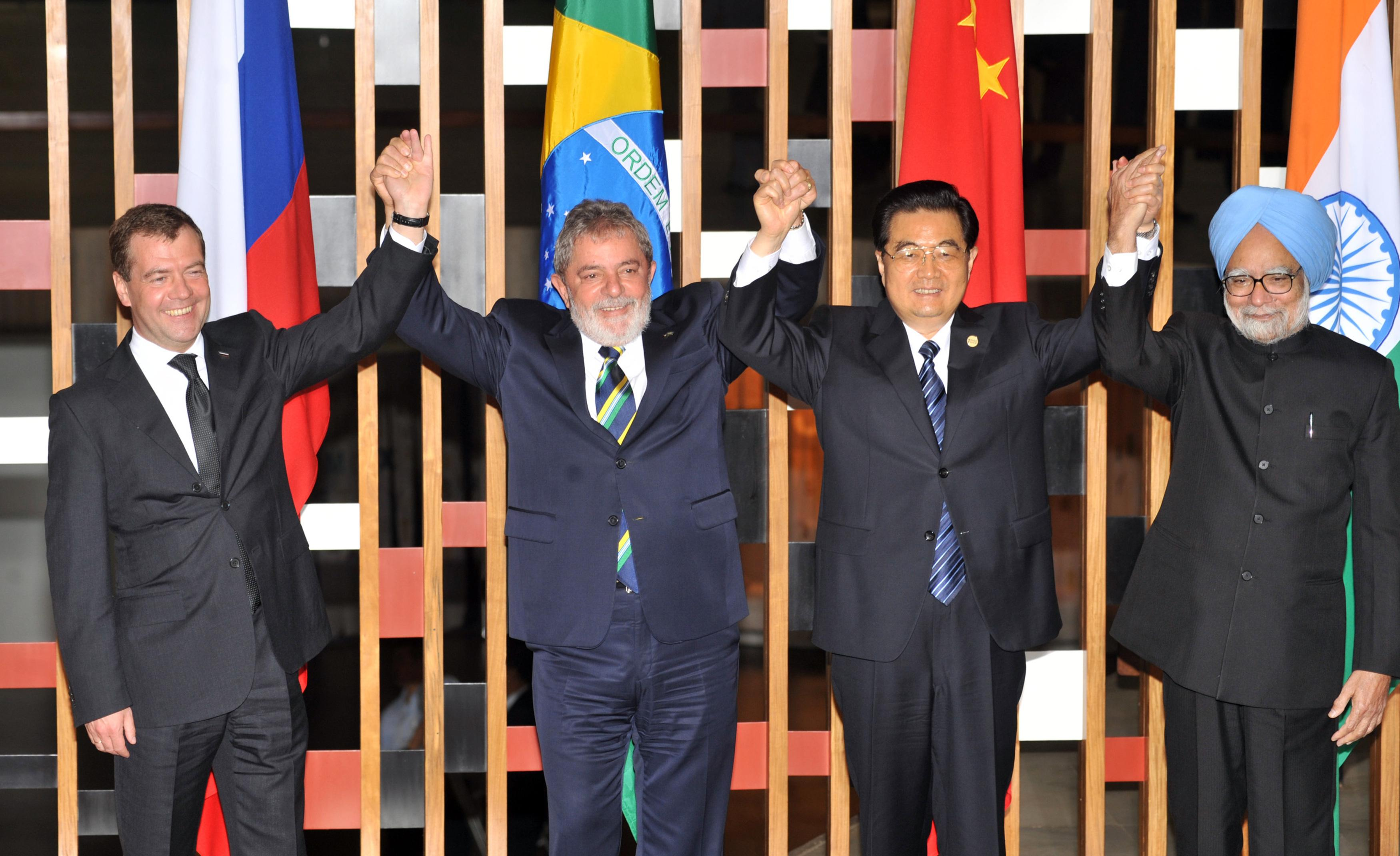
Líderes del grupo BRIC. Rusia y China ya son miembros, mientras Brasil e India son algunos de los candidatos más serios para integrarlo de forma permanente.

La India, una potencia atómica, tiene la población más grande del mundo y es la democracia más grande del planeta. Es también la tercera economía más grande del mundo en términos de paridad de poder adquisitivo y mantiene la tercera fuerza armada más grande del mundo. La India es uno de los contribuidores más grandes de tropas a las misiones de paz de la ONU. Su oferta es apoyada por los miembros permanentes Francia, Rusia y el Reino Unido. Shashi Tharoor, el subsecretario general de la nación para las comunicaciones y la información pública, en su libro "Nehru - la invención de la India," escribe que Jawaharlal Nehru "declinó una oferta de Estados Unidos" a la India "para tomar un asiento permanente en el consejo de seguridad de Naciones Unidas" alrededor de 1953. Nehru sugirió que ofrezcan el asiento del Consejo de Seguridad de Naciones Unidas a Taiwán por Pekín en lugar de otro.
El proyecto fue rechazado sin embargo inicialmente por China debido a razones geopolíticas. (China es un aliado del rival de la India, Pakistán, y es un país que también se enfrentó en una breve guerra con la India en 1962), la historia reciente ha dado la vuelta con el apoyo oficial de China para la candidatura de la India. El 11 de abril de 2005, China anunció que apoyaría la oferta de la India para un asiento permanente, pero sin posibilidad a veto. La energía del veto, sin embargo, es la principal característica de un miembro permanente y en los ojos de los países G4, ser negada la energía del veto es justamente una manera para que los 5 miembros permanentes actuales conserven su superioridad. Aunque los Estados Unidos no rechazan oficialmente la oferta de la India - por varias razones, algunas de las cuales siguen siendo decididamente confusas - han realizado importantes trabajos con la India y apoya su candidatura (si bien negándole el veto). Considerando a su población enorme y su galopante crecimiento económico y político, la India es un competidor fuerte para la consecución de un asiento permanente. Otro factor de la candidatura de la India es el hecho de que era uno de los miembros fundadores del Consejo de Seguridad y ha participado en varias de sus actividades, incluyendo operaciones de la ONU en la República Democrática del Congo, Chipre, Camboya, Yemen, Somalia, Ruanda y Namibia, entre otros. Hasta la fecha, el discurso de Krishna Menon (enviado de la India al Consejo de Seguridad) es el más largo entregado nunca en el consejo de seguridad de Naciones Unidas, el 23 de enero de 1957 entregó un discurso sin precedentes de 8 horas en que defendía la presencia de India en Cachemira.
El 8 de noviembre de 2010, el presidente estadounidense Barack Obama se mostró a favor de incluir a India como miembro permanente:

El orden justo y sostenible internacional que Estados Unidos busca incluye una ONU eficiente, eficaz, creíble y legítima; por eso espero con interés la reforma del Consejo de Seguridad que incluya en los próximos años a India como miembro permanente.
Barack Obama, presidente estadounidense en Nueva Deli en 2010.

### Brasil
El desarrollo económico de Brasil en las últimas décadas lo ha posicionado como el principal referente de América Latina en el contexto internacional. Es el país más grande de dicha región en términos de población, economía y superficie, y su cada vez más influyente posición en temas diplomáticos como miembro de los BRICS y como representante de los países en vías de desarrollo lo hacen un candidato evidente a un nuevo puesto en el Consejo de Seguridad.
Los Estados Unidos han enviado señales de apoyo a Brasil en lo que respecta a sus aspiraciones a adquirir la calidad de miembro permanente, aunque sin derecho a veto. Brasil ha recibido el apoyo de otros países tales como Rusia para la obtención de un asiento permanente.
A nivel regional, México y Argentina se han manifestados reticentes a que sea Brasil quien asuma el puesto en su desmedro.

### El representante islámico

Países del llamado Gran Oriente Medio.

Puesto que, desde el derrumbamiento del Imperio otomano, el Oriente Medio, predominante islámico, ha sido un área persistente de conflictos internacionales y las llamaradas periódicas en la región han sido el tema de muchas discusiones del Consejo de Seguridad de la ONU y sus resoluciones, la perspectiva de introducir a un miembro islámico permanente en el Consejo de Seguridad es un tema altamente sensible, especialmente si a tal miembro debía serle concedido el poder del veto. Sin embargo, ciertos sectores ven en la India una posible opción satisfactoria, dado que cuenta con la segunda mayor población de confesión musulmana, fuertes vínculos con ciertas naciones árabes y, al mismo tiempo, es vista como una moderada y aceptable fuerza en el Consejo de Seguridad.
Fuera del mundo musulmán, los comentaristas principalmente de los Estados Unidos, han mostrado su preocupación a que un miembro islámico ostente la posibilidad del veto, ya que podría utilizarlo para restringir la capacidad de las Naciones Unidas de actuar contundentemente en el Oriente Medio o en los límites del mundo islámico (e.g. Cachemira y Chechenia), haciendo a la ONU impotente en esas regiones. La impresión de la carencia de democracia en los Estados del Oriente Medio que son predominantemente musulmanes es otra razón citada por algunos comentaristas occidentales que se oponen contra la idea de incluir estos países en el club de miembros permanentes con derecho a veto.
Al mismo tiempo, los bocetos de reforma auspiciados por el G4 podrían dejar a cerca de 1200 millones de musulmanes (cifra que no se limita solamente al Oriente Medio, y también incluye áreas tales como Asia suroriental) sin ninguna representación permanente en el consejo de seguridad de la ONU. Este es un asunto altamente polémico dentro del mundo islámico y afectaría a la credibilidad de la ONU en Oriente Medio y en el mundo islámico. En junio de 2005, los Ministros de Asuntos Exteriores de la Organización para la Cooperación Islámica se manifestaron a favor de un asiento permanente musulmán en el Consejo de Seguridad de la ONU. La resistencia reciente a los proyectos de reforma que emanan de los Estados G4 se puede atribuir en parte a este asunto altamente sensible. Los Estados Unidos y varios Estados occidentales se han opuesto a cualquier oferta que dé a nuevos miembros cualquier posibilidad de veto, y dentro de la Unión Africana, Egipto lidera la oposición a la propuesta de Nigeria de adoptar una versión de las ofertas G4 que quita el derecho de veto para los nuevos miembros, y permite la creación de un consejo reformado que no tiene ningún miembro permanente con una identidad predominante musulmana.

### África
Actualmente, ningún país en África tiene un asiento permanente en el Consejo de Seguridad y es esta la razón más importante para conceder uno a un país africano. Hay de hecho varias razones importantes por las que África es meritoria de conseguir un asiento permanente en el Consejo de Seguridad:
- África es el segundo continente más poblado detrás de Asia (en el cual, China tiene ya un asiento y Japón e India solicitan lo propio).
- África es el continente con mayor número de Estados miembros de las Naciones Unidas.
- En general, África no representa una amenaza militar.
- Tiene actualmente el apoyo de la mayoría de Sudamérica (la alianza del sur-sur), y de las naciones del G4. Hay también cierto apoyo desde el Reino Unido y Francia para una mayor representación política de África.

Aunque ninguna nación de África se ha propuesto formalmente como candidato a calidad de miembro en el consejo de seguridad, Sudáfrica y Nigeria se ven como las opciones más fuertes. Sudáfrica tiene la mayor y más desarrollada economía del continente y Nigeria es el país más poblado y un importante y constante contribuyente con tropas a las operaciones del mantenimiento de la paz en diversas regiones del mundo.
En 2024, Estados Unidos propone la creación de dos puestos permanentes en el Consejo de Seguridad para los países africanos, en caso de ampliación del Consejo de Seguridad.

## Mecanismos en el CSNU para lograr una reforma

### Procedimientos
El proceso de reforma institucional de la ONU, en particular la del Consejo de Seguridad (CSNU), ha enfrentado diversos obstáculos de naturaleza procedimental. La Carta de la ONU establece dos mecanismos distintos para este fin: el procedimiento de reforma del artículo 108 y el mecanismo de revisión, que involucra la convocatoria a una Conferencia general según el artículo 109.
El procedimiento de reforma del artículo 108 requiere que las modificaciones sean aprobadas por una mayoría de dos tercios de los miembros de la Asamblea General. Sin embargo, para que estas modificaciones entren en vigor, deben ser ratificadas por dos tercios de los miembros de la ONU, incluidos los cinco miembros permanentes del CSNU, lo que complica la adopción de cambios que afecten sus privilegios especiales. Este mecanismo fue utilizado en los años sesenta para adaptar la organización, especialmente el CSNU, al aumento de la membresía debido a la descolonización. Sin embargo, estas reformas no cuestionaron la composición del CSNU ni los privilegios de los miembros permanentes.
Por otro lado, el artículo 109 establece las condiciones para implementar el mecanismo de revisión, que implica la convocatoria a una Conferencia general de reforma de la Carta. Esta convocatoria requiere el voto mayoritario de dos tercios de la Asamblea General y de nueve miembros del CSNU. En la Conferencia, cada miembro tiene un voto y las modificaciones son adoptadas por dos tercios de los miembros participantes. Sin embargo, estas modificaciones deben ser ratificadas por dos tercios de los miembros de la ONU, incluidos los miembros permanentes del CSNU.
En materia de reforma del CSNU, la Asamblea General ha creado un Grupo de Trabajo de composición abierta, que se reúne anualmente desde 1992 para abordar cuestiones como la representación equitativa en el Consejo y el aumento de sus miembros. A pesar de décadas de trabajo, este mecanismo no ha logrado avances significativos, y desde 2008 se ha centrado en las negociaciones intergubernamentales informales como un método para buscar un acuerdo amplio sobre reformas. En 2022, los copresidentes del proceso de IGN llevaron adelante reuniones informales y reflexiones orales con el objetivo de generar mayores espacios de consenso.

### Limitaciones
Dado que una reforma del Consejo de Seguridad necesita el apoyo de todos sus miembros permanentes, cuestiones como el uso del veto presentan múltiples convergencias entre los países miembros. En efecto, la reforma del Consejo de Seguridad requiere del apoyo de las grandes potencias, quienes se han opuesto a propuestas de reformas que incluyan cambios sustanciales al veto que disminuyan su poder dentro del Consejo. Si bien países como Estados Unidos o China abogan por una mayor representatividad en el CSNU y la necesidad de una reforma, los mecanismos existentes dependen del apoyo final de los 5 miembros permanentes del mismo, de modo tal que una reforma comprensiva y amplia es complicada.

## Grupos interestatales sobre la reforma del CSNU: Posiciones y propuestas

### Grupo de los Cuatro (G-4)
El Grupo de los Cuatro (G-4), compuesto por Brasil, Alemania, India y Japón, aboga por la creación de nuevos asientos permanentes en el Consejo de Seguridad, seleccionados entre las naciones más influyentes y económicamente fuertes de la comunidad internacional. En su propuesta oficial de 2005, el G-4 se ofreció como candidato para estos asientos, junto con un país africano no especificado .
En este sentido, aboga por ampliar el CSNU a 25 miembros, con la inclusión de 6 nuevos puestos permanentes y 4 no permanentes. Estos puestos permanentes serían ocupados por los países impulsores de la propuesta (Alemania, Brasil, India y Japón), con dos asignados a países africanos. Argumentan que la inclusión de sus países, que son grandes contribuyentes a la ONU y líderes regionales, mejoraría la representatividad y efectividad del Consejo. Además, se ha manifestado la disposición a renunciar temporalmente al derecho de veto.
India ha sido el más ferviente defensor de esta propuesta, insistiendo en la necesidad de una "reforma genuina" que vaya más allá de cambios superficiales en el Consejo de Seguridad. Para India, una reforma auténtica implica la expansión del número de miembros permanentes y no permanentes, con énfasis en la representación de Asia y América Latina. Según India, el Consejo de Seguridad debe reflejar las realidades contemporáneas y abordar la subrepresentación de los países en desarrollo. Sin embargo, dentro del G-4 persisten diferencias. Mientras que India y Brasil adoptan una postura firme, Alemania busca equilibrar sus aspiraciones nacionales con sus compromisos europeos. Alemania ha mostrado disposición a aceptar acuerdos intermedios siempre que estos cuenten con el respaldo de las otras dos grandes potencias europeas, Francia y el Reino Unido. En contraste, Brasil e India enfatizan que una reforma intermedia solo postergaría la necesidad de una decisión real .

### Coalición Unidos por el Consenso (UFC)
El grupo "Unidos por el Consenso" (UFC), se opone a la expansión del número de miembros permanentes y en su lugar sugiere una expansión del número de miembros no permanentes. Este grupo incluye a países como Italia, Pakistán, México y Corea del Sur, quienes argumentan que la adición de más miembros permanentes solo perpetuaría las desigualdades existentes. En este sentido, propone ampliar el CSNU a 25 miembros, incorporando 10 nuevos miembros no permanentes, con períodos de mandato más largos y la posibilidad de reelección. Estos nuevos puestos se distribuirían de manera equitativa entre los cinco grupos geopolíticos de la ONU.
Este grupo está formado por países principalmente de tamaño medio. Está liderado por Italia, México y Pakistán, e incluye a países de diversos continentes. Se encuentran Argentina, Costa Rica y Colombia en América Latina, Canadá en América del Norte, España en Europa, y Corea del Sur e India en Asia. Así, argumentan que una mayor rotación de miembros permitirá una representación más democrática y representativa sin conceder nuevos poderes de veto.

### Consenso Ezulwini
El Consenso Ezulwini, representa el acuerdo alcanzado en 2005 por los 54 países miembros de la Unión Africana (UA). Este acuerdo, adoptado por los Ministros de Relaciones Exteriores de la Unión Africana (UA) como la posición común de África sobre la reforma de la ONU, insiste en que África debe estar plenamente representada en todos los órganos de toma de decisiones de la ONU, especialmente en el Consejo de Seguridad.
Así, propone la ampliación del CSNU a 26 miembros, con 6 nuevos puestos permanentes con derecho a veto. Argumentan que dos de estos puestos permanentes y otros 3 no permanentes deberían ser ocupados por países africanos. De este modo, arguyen que el continente está subrepresentado y que una mayor participación africana es crucial para abordar las cuestiones de paz y seguridad en la región. Sin embargo, existen divergencias en la región africana sobre quiénes deberían ocupar estos asientos permanentes.

### Grupo ACT
El Grupo ACT (Responsabilidad, Coherencia y Transparencia), compuesto por países como Argentina, Corea del Sur, Canadá y otros, propone una ruta alternativa de reforma. En este sentido, pone énfasis en mejorar los métodos de trabajo y en fortalecer la relación entre el Consejo de Seguridad y la Asamblea General de la ONU, más que en su composición y mecanismo decisorio. De esta forma, busca mejorar la rendición de cuentas y la transparencia en el trabajo del Consejo de Seguridad. Sus propuestas incluyen la restricción del uso del veto en casos de genocidio, crímenes de guerra y crímenes contra la humanidad, así como la mejora de la participación de los Estados miembros no pertenecientes al Consejo en sus deliberaciones.

### Otros coaliciones de Estados
Además de estos grupos principales, hay varias otras coaliciones de estados con diversas posturas sobre la reforma del Consejo de Seguridad. Entre ellos, el Grupo Árabe, el Benelux, el Caricom, el Grupo Nórdico y el Grupo L69, entre otros

## Asuntos de negociación sobre la reforma

### Categorías de membresía
Uno de los principales puntos de debate es si se deben añadir nuevos miembros permanentes al Consejo de Seguridad y, de ser así, qué países deberían ser incluidos. Actualmente, el Consejo de Seguridad está compuesto por cinco miembros permanentes (China, Estados Unidos, Francia, Reino Unido y Rusia) y diez miembros no permanentes elegidos por un período de dos años.
Los Estados miembros han expresado diferentes preferencias, incluyendo la ampliación en ambas categorías, permanente y no permanente, la ampliación únicamente en la categoría de miembros no permanentes con un mandato de dos años, y la creación de asientos no permanentes de más largo plazo con posibilidad de reelección inmediata. De esta forma, lo que se busca es que se incremente la naturaleza democrática y responsable del Consejo de Seguridad, pero sin afectar su efectividad.

### Cuestión del veto
El debate sobre el veto se centra en si se debe abolir, restringir o mantener tal privilegio para los miembros permanentes del Consejo de Seguridad. Hay un creciente apoyo para limitar su alcance y uso.
Compuesto por 15 miembros, 5 de ellos permanentes (China, Estados Unidos, Rusia, Francia y Reino Unido), el derecho a veto de los miembros permanentes consiste en el privilegio de bloquear de manera unilateral cualquier decisión adoptada por el Consejo de Seguridad. De acuerdo al artículo 27 de la Carta de las Naciones Unidas, para todas las cuestiones sustantivas se requiere que se emita el voto afirmativo de 9 miembros; sin embargo, si uno de los miembros permanentes vota en contra de tal decisión, entonces la misma es rechazada. De esta manera, la existencia de poder de veto es un asunto controvertido, en tanto los miembros permanentes tienen la potestad de anular iniciativas que vayan en contra de sus intereses fundamentales. En efecto, esta prerrogativa ha sido criticada por muchos Estados miembros, quienes argumentan que el veto es un obstáculo para la acción colectiva y la toma de decisiones efectivas. Entre las propuestas discutidas se incluyen la extensión del veto a nuevos miembros permanentes, no extensión del veto a nuevos miembros, abolición del veto y limitación del veto, con varias opciones aún en exploración.

### Representación regional
Existe un consenso general sobre la necesidad de asegurar una representación más equitativa de las diversas regiones del mundo. Las propuestas sugieren la inclusión de nuevos miembros permanentes y no permanentes provenientes de África, Asia, América Latina y el Caribe, así como de Europa Oriental. De este modo, esta expansión ayudaría a reflejar mejor la diversidad geopolítica actual y a asegurar que las decisiones del Consejo sean más inclusivas y representativas.
Así, se busca mejorar la representación de las regiones y grupos subrepresentados o no representados, con un acuerdo general en que África debe estar representada de forma equitativa en el Consejo. Se plantea una representación justa y equitativa de todos los grupos regionales y equilibrios interregionales, considerando la representación de los países en desarrollo, países pequeños, países isleños pequeños y en desarrollo, así como los países árabes.
Se apoya la creación de un cupo rotatorio interregional para los Estados isleños pequeños y en desarrollo, aunque aún no se ha definido la mecánica de nominación y rotación. La mayoría de las propuestas implican no menos de tres cupos adicionales para África, tres para Asia Pacífico, dos para América Latina y el Caribe, uno para Europa occidental y otros, uno para Europa oriental y uno para los Estados Árabes.

### Tamaño de un Consejo ampliado y métodos de trabajo
La discusión sobre el tamaño de un Consejo ampliado incluye cuántos nuevos miembros deberían ser agregados y cómo se organizaría el funcionamiento de un Consejo de Seguridad expandido. Se propone un total de miembros en un rango que va entre los 21 y 27 cupos, para garantizar la representatividad y efectividad en el CSNU.
Respecto a los métodos de trabajo, se busca adaptarlos para lograr mayor transparencia, eficacia, eficiencia y rendición de cuentas en un Consejo ampliado, así como fomentar una mayor participación de los países no miembros y un mayor protagonismo de los países miembros no permanentes. Esto incluye la promoción de consultas más abiertas y la mejora de la cooperación con otros órganos de las Naciones Unidas. Se plantea también una revisión del reglamento del Consejo para ajustarlo a estas nuevas realidades.

### Relación entre el Consejo y la Asamblea General
Se debaten las formas de mejorar la coordinación y la relación entre el Consejo de Seguridad y la Asamblea General para garantizar una gobernanza global más efectiva y legítima. Propuestas específicas incluyen la mejora del intercambio de información, la coordinación de agendas y la implementación de mecanismos para asegurar que las decisiones del Consejo reflejen las prioridades y preocupaciones de la Asamblea General.
Se busca asegurar una relación complementaria y de apoyo mutuo entre ambos órganos, respetando plenamente sus funciones, autoridad, poderes y competencias. Se destaca la importancia de mejorar la cooperación, coordinación e intercambio de información entre sus presidencias, así como con el Secretario General, y fortalecer las prácticas de consulta mutua y rendición de cuentas mediante la presentación de informes exhaustivos y analíticos sobre sus acciones y decisiones por parte del Consejo ante la Asamblea General.

## Rondas de negociaciones y situación actual
En el año 2009, en vista del estancamiento en el que se encontraban las negociaciones, la Asamblea General tomó la decisión 62/557 de trasladar el proceso hacia un mecanismo llamado “Negociaciones Intergubernamentales Informales”. Estas negociaciones se dieron en el marco de la Asamblea General y en reuniones plenarias oficiosas en las que se abordaron cuestiones como la representación equitativa en el Consejo de Seguridad y el aumento del número de sus miembros, entre otros asuntos relativos al Consejo. Las propuestas de los Estados fueron divididas en 5 parámetros y, de esa manera, se empezaron a llevar a cabo rondas oficiosas de negociación. No obstante, existen múltiples convergencias sobre algunos parámetros establecidos, de modo tal que, en la actualidad, el proceso aún no alcanza un consenso amplio que logre consolidar una reforma del Consejo de Seguridad de Naciones Unidas.
Después de la guerra en Ucrania, se ha dado un nuevo impulso hacia las negociaciones en torno a la reforma del CSNU, dados los continuos vetos por parte de Rusia hacia el accionar de este Consejo. De esta manera, hay un nuevo impulso hacia la reforma del Consejo de Seguridad por parte de la mayoría de los Estados miembros de Naciones Unidas. Sin embargo, las negociaciones han sido prolongadas y complejas, con múltiples rondas de discusión sin llegar a un consenso final, ya que todos los estados insisten en una reforma integral que aborde las cinco categorías simultáneamente. Por ende, la situación actual refleja un estancamiento, donde las profundas divisiones sobre los puntos clave de la reforma dificultan la adopción de cambios significativos. Sin embargo, la presión por una reforma sigue siendo fuerte, con la comunidad internacional reconociendo la necesidad de un Consejo de Seguridad más representativo y eficaz para enfrentar los desafíos contemporáneos.